# Sakandrzak
Sakandrzak – część miasta  Wodzisławia Śląskiego, położona wzdłuż ulicy Skrzyszowskiej, na południe od wodzisławskiej starówki. 